# Salignac-sur-Charente
Salignac-sur-Charente – miejscowość i gmina we Francji, w regionie Nowa Akwitania, w departamencie Charente-Maritime.
Według danych na rok 1990 gminę zamieszkiwały 504 osoby, a gęstość zaludnienia wynosiła 49 osób/km² (wśród 1467 gmin regionu Poitou-Charentes Salignac-sur-Charente plasuje się na 551. miejscu pod względem liczby ludności, natomiast pod względem powierzchni na miejscu 816.).